# بين جادج
بين جادج (بالإنجليزية: Ben Judge)‏ هو لاعب سنوكر أسترالي، ولد في 18 سبتمبر 1983 في برث في أستراليا.

## روابط خارجية
- بين جادج على موقع CueTracker.net (الإنجليزية)